# Ронин (филм)
Вижте пояснителната страница за други значения на Ронин.
Ронин (на английски: Ronin) е британско-американски филм – трилър, на режисьора Джон Франкенхаймър, представен на кинофестивала във Венеция, на 12 септември 1998 година.
Във филма участват филмови звезди като Робърт де Ниро, Шон Бийн, Жан Рено и др.
Продукцията е изпълнена с динамика, зрелищни преследвания с автомобили, престрелки, схватки и убийства.

## Сюжет
Внимание:  Текстът по-долу разкрива сюжета на произведението (или части от него)!
Името на филма идва от наименованието на вид японски самураи – ронин, от феодална Япония (1185 – 1868), които губят покровителството на своя господар или не успяват да запазят живота му.
Названието точно описва основната тема на филма – разказ за наемници, загубили своите господари или избягали от тях, наети за изпълнение на опасна задача. Сюжетът е провокиран от съвременното ежедневие, на първо място с опасността от терористична дейност.

## Номинации
Филма получава три номинации през 1999 г. и получава една кино награда, за най-добра музика.

## Интересни факти
Във филма, като каскадьор, участва бившия пилот от Формула 1 – Жан-Пиер Жарие, който управлява автомобил в уникалните автомобилни преследвания.

## „Ронин“ в България

### Български субтитри
На 28 февруари 2015 г. Българската национална телевизия излъчва филма с български субтитри.
През 2016 г. AMC го излъчва отново с български субтитри.
| Превод и субтитри    | Александра Димитрова |
| Филмът е обработен в | Доли Медия Студио    |

### Български дублаж
На 3 март 2017 г. KinoNova излъчи филма с български дублаж за телевизията. Екипът се състои от:
| Преводач            | Юлия Покойн                                                            |
| Режисьор на дублажа | Димитър Кръстев                                                        |
| Тонрежисьор         | Стефан Дучев                                                           |
| Озвучаващи артисти  | Ани Василева Христо Узунов Симеон Владов Силви Стоицов Николай Николов |